# Mino Roli
Mino Roli, vero nome Erminio Pontiroli (Roma, 21 giugno 1927), è uno sceneggiatore e regista italiano.

## Biografia
Ha lavorato al cinema tra il 1951 e il 1986, firmando i suoi film anche come Mike Asher o Mike Ashley.

## Filmografia

### Sceneggiatore
- Salvate mia figlia, regia di Sergio Corbucci (1951)
- Il ragazzo dal cuore di fango, regia di Sergio Corbucci e Carlos Arevalo (1957)
- Das Haus voller Leichen, regia di Hans-Albert Pederzani - film TV (1959)
- Das Haus voller Rätsel, regia di Edward Rothe - film TV (1960)
- L'uomo, regia di Vittorio Cottafavi - film TV (1964)
- La spietata colt del gringo (La venganza de Clark Harrison), regia di José Luis Madrid (1966)
- Ad ogni costo, regia di Giuliano Montaldo (1967)
- Dio non paga il sabato, regia di Tanio Boccia (1967)
- Al di là della legge, regia di Giorgio Stegani (1968)
- Temptation, regia di Lamberto Benvenuti (1968)
- Gli intoccabili, regia di Giuliano Montaldo (1969)
- Matalo!, regia di Cesare Canevari (1970)
- Il corsaro, regia di Antonio Mollica (1970)
- Sacco e Vanzetti, regia di Giuliano Montaldo (1971)
- L'amante dell'Orsa Maggiore, regia di Valentino Orsini (1972)
- Doppia coppia con regina (Alta tensión), regia di Julio Buchs (1972)
- Il caso Pisciotta, regia di Eriprando Visconti (1972)
- Un uomo da rispettare, regia di Michele Lupo (1972)
- Uccidere in silenzio, regia di Giuseppe Rolando (1972)
- ...E il terzo giorno arrivò il corvo, regia di Gianni Crea (1973)
- Un uomo, una città, regia di Romolo Guerrieri (1974)
- Carambola, regia di Ferdinando Baldi (1974)
- Il romanzo di un giovane povero, regia di Cesare Canevari (1974)
- Il baco da seta, regia di Mario Sequi (1974)
- Carambola, filotto... tutti in buca, regia di Ferdinando Baldi (1975)
- Keoma, regia di Enzo G. Castellari (1976)
- California, regia di Michele Lupo (1977)
- Sono stato un agente C.I.A., regia di Romolo Guerrieri (1978)
- Senza scrupoli, regia di Tonino Valerii (1986)

### Produttore
- Salvate mia figlia, regia di Sergio Corbucci (1951)

### Regista
- Il barcaiolo di Amalfi (1954)